# Задубский, Фёдор Лазаревич
Фёдор Лазаревич Задубский (1725—1780-е) — русский живописец, гравёр и педагог XVIII века.

## Биография
Фёдор Задубский родился в 1725 году, с малолетства обучался «рисовальному искусству» при инженерном ведомстве, в котором работал специальный живописный мастер из иностранцев; на обязанности этого мастера, кроме исполнения нужных живописных работ по ведомству, лежало обучение нескольких русских малолеток рисованию и художеству для приготовления из них в будущем таких же мастеров для ведомства. О таланте юноши свидетельствует то, что при срочных работах во дворцах он активно привлекался канцелярией от строений в помощь дворцовым живописцам.

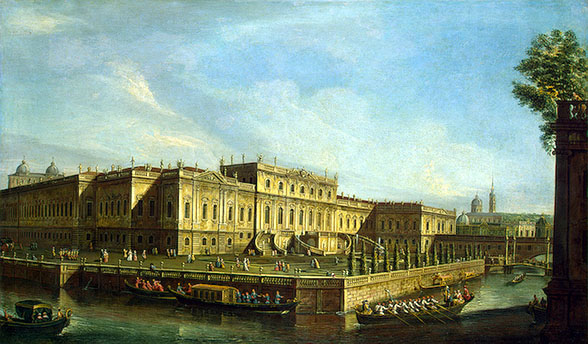
Михайловский замок,.

В 1748 и 1754 годах Задубский работал под руководством известного итальянского живописца елизаветинских времен Антонио Перезинотти, причём в 1754 году в Летнем дворце Елизаветы Петровны (находившемся на месте будущего Инженерного (Михайловского) замка) «в новопостроенной галерее исполнял живописные работы под потолком».
Затем Фёдор Лазаревич Задубский рисует и гравирует «Изображение Иллуминации, представленной Ея Императорского Величества в Высочайшее тезоименитство. Сентября 5 дня 1756 года». Это гравюра была исполнена им по обязанности службы, как рисовального мастера при инженерном ведомстве и по всей вероятности представляла собою изображение той иллюминации, которую инженерное ведомство устроило перед своим помещением 5 сентября 1756 года. Но гравирование было для Задубского не только обязанностью по службе, он им занимался и для себя; так, им награвирована одна из 15 картин к известной притче «Шемякин суд»; на этой картинке изображен сидящий за столом Дмитрий Юрьевич Шемяка и стоящие перед ним истец и ответчик. Под гравюрою надпись: «Изобразил Федор Задубской».
Кроме того, Ф. Л. Задубский, будучи уже в чине подпоручика, занимался обучением рисованию кадетов Артиллерийского и Инженерного корпусов Русской императорской армии.
С 29 сентября 1768 года Фёдор Лазаревич Задубский временно заменил одного из депутатов Комиссии о сочинении проекта Нового Уложения. В дневной записке этой Комиссии под вышеуказанным числом записано: «Следующие господа депутаты сдали свое депутатское звание на время: Уфимской провинции от черемис Яким Бекбетов артиллерийского и инженерного корпуса рисовальному учителю подпоручику Федору Задубскому». Близость Задубского с депутатом от черемис Уфимской губернии позволила русскому историку и краеведу П. Н. Столпянскому высказать предположение, что Задубский был родом из города Уфы.
Фёдор Лазаревич Задубский умер в 1780-е.